# Сауил Высокомерный
Сауил Высокомерный (валл. Sawyl Penuchel; 488—590) — король Южных Пеннинов (ок. 525 — ок. 590). Старший сын короля Пеннин Пабо.

## Биография
В 525 году Пабо отрекся от правления и ушел в монастырь, разделив государство между сыновьями. Старший сын Сауил получил южную, более богатую часть Пеннин, которую бритты называли Пик, а англы — Пексет.
Будучи женат на Дейхтер, дочери правителя Ульстера Муйредаха Муйндерга, Сауил смог призвать своих родственников на помощь для борьбы против англосаксов, когда он был в бриттской коалиции Уриена. При осаде Линдисфарна брат Сауила, Динод Толстый, был участником сговора против Уриена вместе с Моркантом Бринейхским. После того как Уриен умер, коалиция распалась.
В 590 году владения Сауила были захвачены Эдвином Дейрским. Тем самым было положено начало существованию Нортумбрии. Сауил с семьей бежал в Уэльс, обосновавшись сначала в Тегеингле, а затем в Морганнуге. Однако и в изгнании высокомерный король не изменил своих привычек. Однажды вместе с вооруженным отрядом он украл продовольствие из монастыря святого Кадока в Ллангадоге. Монахи стали преследовать злодеев и настигли их во время привала в небольшой роще. Они остригли спящих разбойников, а когда те проснулись, монахи уже успели скрыться в болотах. Люди Сауила погналась за ними, но все погибли в трясине.
Сауил был похоронен под насыпью, известной как Курган Бенахела. В ходе раскопок, произведённых в 1850 году, его останки были извлечены из могилы. Было обнаружено, что гробница не содержала никаких королевских регалий, а само тело было погребено под простым шестиугольным камнем, напоминавшим по форме щит.